# Tigrinja
Tigrinja su etnička skupina koja živi većinom u regiji Tigray (najsjevernija od 13 etiopskih regija) u sjevernoj Etiopiji (4,5 od ukupno 6 milijuna Tigrinja, što čini 6,1 % stanovnika Etiopije), u Eritreji i sjeveroistočnom Sudanu. 
96 % Tigrinja su kršćani, a većina njih pripada Etiopskoj ortodoksnoj Tewahedo crkvi (koja ima 36 milijuna vjernika). Manjina su kršćani katolici i protestanti. Oko 4 % Tigrinja su muslimani (suniti), a žive većinom u gradovima. Tradicionalna lokalna vjerovanja (npr. u duhove) su također široko rasprostranjena i ukomponirana u današnji većinski monoteizam. 
Tigrinja pripadaju grupi nomadskih stočarskih plemena i ne smiju se brkati s Tigrejcima. Pripadnici sui semitske jezične grupe za koje se pretpostavlja da vuku porijeklo od naroda Agwezat ili Agazi koji se služio jezikom ge'ez, koji je preživio danas tek u liturgiji. Tigrinje danas govore jezikom tigrinja, također član semitske porodice a njime se služi i dio plemena Beni Amer iz grupe Bedža, koji u etničkom pogledu pripadaju Hamitima. Tigrinje su visoki ljudi, uskih nosova i smeđe kože. Na islam su prešli tijekom 1800.-tih godina. Većina ih je i do danas ostala nomadima, dok je dio postao polunomadima ili su se neki pak preorijentirali na sjedilački način života (sjedilački farmeri). Tigre nomadi, uzgajivači su goveda, koza, ovaca i deva, uvijek u pokretu sa svojim stadima i potrazi za boljim pašnjacima i vodom. Nastambe ovih nomada su okrugli šatori izrađeni od pletene dlake koze ili deve. 
Kod polusjedilačkih Tigrinja opet nalazimo goveda i koze i jednom godišnje sele se iz sjevernih planina na zapadne nizine. Oni također žive u šatorima od kozje dlake, a njihova seoca se sastoje tek od dva do tri takva šatora. U naseljima u novije vrijeme žive tek stalno-naseljeni koji se bave uzgojem sirka, kukuruza, ječma i još ponečeg.
Tradicionalnu kožnu nošnju zamijenila je u potpunosti tekstilna odjeća. Kod žena su omiljeni kao ukrasi srebrne narukvice i niske perlica. Hrana se sastoji od povrća, voća i mesa životinja koje kolju u tu svrhu, dok dio stoke prodaju na tržnicama. 
Tigre društvo je patrilinearno a ženidba se ugovara posredstvom roditelja. 
Njihovim jezikom govore i neki od Beni-Amera, Ad Aha, Geden Sikta, Iddifer i Teroa Beit Mushe.